# Campagna del Maryland
La campagna del Maryland (o campagna di Antietam) del settembre 1862 è considerata sicuramente uno dei punti di svolta della guerra civile americana. La prima invasione del generale confederato Robert E. Lee nel nord era stata respinta dall'Armata del Potomac del maggior generale George B. McClellan, il quale si mosse per intercettare Lee e la sua Armata Confederata della Virginia Settentrionale e cercare di attaccarla vicino a Sharpsburg (Maryland). Da questa situazione scaturì la battaglia di Antietam, che fu la battaglia più sanguinosa combattuta in un solo giorno in tutta la storia degli Stati Uniti.

## I movimenti iniziali
Il 1862 iniziò in maniera positiva per le forze dell'Unione nel teatro di guerra dell'est. L'Armata del Potomac di McClellan aveva invaso la penisola della Virginia durante la campagna peninsulare e, da giugno, distava solo poche miglia dalla capitale Confederata Richmond. Ma quando il 1º luglio 1862 Robert E. Lee assunse il comando dell'Armata Confederata della Virginia Settentrionale, la fortuna voltò le spalle all'Unione. Lee combatté in maniera aggressiva contro McClellan nelle battaglie dei Sette Giorni, e il "piccolo Mac" perse la sua sfacciataggine e la sua Armata fu costretta a ritirarsi dalla penisola. Quindi Lee condusse la Campagna della Virginia del Nord, durante la quale sconfisse John Pope e la sua Armata della Virginia nella seconda battaglia di Bull Run. La campagna del Maryland di Lee può essere considerata la parte conclusiva di una serie di tre campagne che hanno caratterizzato l'offensiva estiva contro le forze dell'Unione nel teatro di guerra orientale.
I Confederati avevano subito significative perdite durante le campagne estive. Tuttavia Lee decise che la sua armata era pronta per il grande salto: l'invasione del nord. Il suo obiettivo era quello di raggiungere l'estremo nord del Maryland e della Pennsylvania, così da tagliare la linea ferroviaria Baltimore & Ohio che riforniva Washington. Tale operazione avrebbe seriamente minacciato le città di Washington e di Baltimora.
Dietro la decisione di Lee di lanciare un'invasione c'erano parecchi motivi. Innanzi tutto aveva bisogno di rifornire la sua armata e sapeva che le fattorie del nord non erano state coinvolte nella guerra, come invece era accaduto per quelle della Virginia; lo spostamento della guerra verso nord avrebbe tolto la pressione dalla Virginia. Il secondo motivo riguardava il morale del Nord. Lee sapeva che la Confederazione non avrebbe mai sconfitto il nord militarmente; aveva solo bisogno di far sì che la popolazione del Nord e il suo Governo fossero poco propensi a continuare la guerra. Con l'avvicinarsi delle elezioni del novembre 1862, Lee credeva che un'invasione armata avrebbe fatto pendere la bilancia dei voti del Congresso verso il Partito Democratico, che avrebbe costretto Abraham Lincoln a negoziare la fine della guerra.
Ma c'erano anche dei motivi secondari. L'invasione Confederata avrebbe potuto causare una rivolta nel Maryland, soprattutto perché era uno Stato che utilizzava gli schiavi e una gran parte della popolazione simpatizzava per il Sud. Alcuni politici Confederati, incluso Jefferson Davis, credevano che la prospettiva di un riconoscimento della Confederazione da parte di Stati stranieri, sarebbe stata più forte se ci fosse stata una vittoria militare sulla terra dell'Unione. In effetti le notizie della vittoria nella seconda battaglia di Bull Run e l'inizio dell'invasione di Lee provocarono un aumento considerevole dell'attività diplomatica tra gli Stati della Confederazione, Francia e Inghilterra.
Il 3 settembre, due giorni dopo la battaglia di Chantilly, Lee scrisse al Presidente Davis che egli aveva deciso di entrare nel Maryland a meno che il Presidente stesso non si fosse opposto, e il giorno stesso iniziò a far muovere la sua armata verso nord e ovest, da Chantilly verso Leesburg in Virginia. Il 4 settembre alcune truppe avanzate dell'Armata della Virginia Settentrionale attraversarono il fiume Potomac, avvicinandosi a Leesburg. Il 7 settembre il grosso dell'Armata raggiungeva Frederick nel Maryland. I 55 000 uomini dell'Armata di Lee erano stati rinforzati dalle divisioni dei maggior generali D.H. Hill e Lafayette McLaws e da due brigate comandate dal generale di brigata John G. Walker, che però riuscivano appena ad integrare i 9 000 uomini persi da Lee nelle battaglie di Bull Run e Chantilly.
L'invasione di Lee coincise con un'altra offensiva strategica da parte dei Confederati. I generali Braxton Bragg e Edmund Kirby Smith avevano simultaneamente lanciato un attacco per invadere il Kentucky. La politica di Jefferson Davis era quella di cercare di convincere l'opinione pubblica (e, di riflesso, i vari Stati europei) che i movimenti militari che si stavano svolgendo dovevano essere letti essenzialmente come atti di autodifesa contro l'aggressione da parte di una "forza straniera". Le notizie dell'invasione causarono il panico nel Nord e Lincoln fu costretto ad agire in maniera rapida: George B. McClellan aveva vissuto in una specie di limbo militare dopo il rientro dalla Penisola, ma Lincoln gli affidò il comando di tutte le forze intorno a Washington e gli ordinò di occuparsi di Lee.

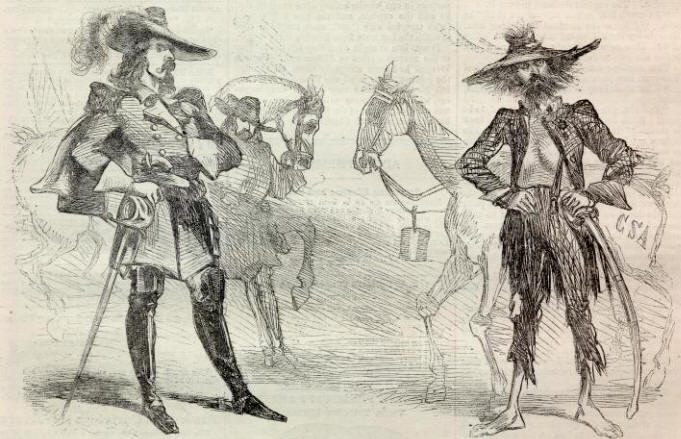
La cavalleria "stracciona" dei ribelli invade il Maryland, in una vignetta satirica del 1862.

## L'Armata di Lee
Quando entrò nel Maryland, Lee divise la sua Armata. Dopo aver ricevuto informazioni sull'attività militare a Chambersburg in Pennsylvania, Lee inviò il maggior generale James Longstreet a Boonsboro e poi a Hagerstown; al maggior generale Thomas J. "Stonewall" Jackson fu ordinato di conquistare il deposito di munizioni dell'Unione a Harper's Ferry. A causa di questi spostamenti, a South Mountain, a retroguardia dell'Armata, rimasero solamente la cavalleria del maggior generale J.E.B. Stuart e la divisione del maggior generale D.H. Hill.
La ragione specifica per la quale Lee scelse questa strategia rischiosa di dividere il suo esercito per conquistare Harpers Ferry, non è mai stata appurata. Una supposizione sarebbe quella che egli aveva inviato le sue linee di rifornimento attraverso la valle dello Shenandoah; prima di entrare nel Maryland aveva dato per scontato che i presidi dell'Unione a Winchester, Martinsburg e Harpers Ferry sarebbero stati abbandonati senza sparare un colpo (ed in effetti, questo avvenne a Winchester e Martinsburg). Un'altra possibilità è che erano semplicemente obiettivi strategici militari, con molti rifornimenti vitali, ma virtualmente indifendibili per il nemico. McClellan richiese il permesso a Washington di evacuare Harpers Ferry, aggregando tutto il presidio alla sua Armata, ma la richiesta venne rifiutata.

## Reazioni all'invasione
L'invasione di Lee fu costellata di difficoltà sin dall'inizio. L'esercito confederato, numericamente più forte, ebbe grosse difficoltà a causa della sua dispersione sul territorio e per le numerose diserzioni dei suoi uomini. Sebbene fosse partito da Chantilly con 55 000 uomini, in soli 10 giorni il suo effettivo si era ridotto a 45 000 unità. Alcune truppe si rifiutarono di attraversare il fiume Potomac in quanto un'invasione del territorio dell'Unione violava la concezione che essi stessero combattendo solamente per difendere i loro Stati dall'aggressione di quelli del Nord. Molte altre defezioni furono dovute a malattie (una specie di dissenteria causata dal mangiare un "cereale verde" non maturo prodotto nei campi del Maryland) o a impossibilità di proseguire il cammino a causa di infezioni ai piedi dovute all'utilizzo di stivali non idonei per le dure strade del Nord. Lee ordinò ai suoi comandanti di trattare con severità coloro che abbandonavano, considerandoli dei vigliacchi "che abbandonavano nel deserto i loro camerati nel pericolo".
Ancora lontani dal trovare i rifornimenti che speravano, i confederati, una volta entrati nel Maryland, dovettero affrontare le reazioni della popolazione, che variava dalla curiosità, ad un freddo entusiasmo, all'ostilità pura. Robert E. Lee rimase contrariato dalla resistenza della popolazione, una circostanza che non aveva assolutamente previsto; avrebbe dovuto rendersi conto che, anche se il Maryland era uno Stato che utilizzava gli schiavi, le simpatie per i confederati erano situate soprattutto nella parte orientale dello Stato, intorno a Baltimora, mentre l'invasione di Lee iniziò nella zona occidentale; inoltre, molte persone del Maryland favorevoli al Sud, si erano già diretti a sud all'inizio della guerra, per entrare a far parte dell'Armata confederata in Virginia. Quindi furono molto pochi coloro che si unirono a Lee in Maryland.
Il Maryland e la Pennsylvania si prepararono alla guerra. Andrew Curtin, Governatore della Pennsylvania, richiamò alle armi 50 000 uomini, affidandoli al comando del maggior generale John F. Reynolds; questo causò un notevole conflitto tra McClellan e Joe Hooker, comandante dei Corpi d'armata di Reynolds, ma Henry Halleck ordinò a Reynolds di servire sotto il comando di Curtin e invitò Hooker a trovare un nuovo comandante di divisione. Non molto lontano a nord, a Wilkes-Barre, le campane delle chiese e dei distretti suonavano, chiamando gli uomini alle armi. Baltimora era stata considerata, sin dai primi giorni della guerra, come un covo di secessionisti, che aspettavano solamente l'arrivo dell'esercito confederato per rivoltarsi. Ma la reazione all'invasione di Lee causò un considerevole allarme: la gente affollava le strade attendendo l'uscita dei giornali per informarsi sugli eventi bellici e ai bar fu imposto di limitare la vendita di alcolici per evitare che la gente si "eccitasse" troppo. Ci fu una corsa per accaparrarsi il maggior numero di derrate alimentari per la paura di subire un assedio. Il panico regnava a Filadelfia, nonostante distasse oltre 150 miglia da Hagerstown e non corresse nessun pericolo imminente.

## L'inseguimento di McClellan
McClellan lasciò Washington con un esercito di 87 000 uomini per una paziente ricerca del nemico. Era un generale molto prudente e presupponeva di dover far fronte a un esercito confederato di circa 120 000 soldati; inoltre stava cercando di far sì che il governo di Washington gli affidasse il comando per la difesa della capitale. Il 13 settembre l'Armata del Potomac raggiunse Frederick; lì, i soldati dell'Unione, scoprirono una copia dettagliata dei piani dell'armata di Lee incartata attorno a tre sigari. L'ordine indicava che Lee aveva diviso il suo esercito, disperdendolo in varie porzioni separate geograficamente; questo avrebbe portato ad un isolamento di ogni parte, con buona probabilità di essere sconfitta se attaccata singolarmente. McClellan attese 18 ore prima di decidere di utilizzare a proprio vantaggio questa inattesa scoperta; il suo ritardo rese quasi vana l'opportunità di distruggere l'esercito di Lee.
La notte del 13 settembre, l'Armata del Potomac si mosse verso South Mountain, con l'ala dell'Armata comandata dal maggior generale Ambrose Burnside (il I e il IX Corpo d'armata) diretta al passo di Turner e quella al comando del maggior generale William B. Franklin (V Corpo d'armata e la divisione del maggior generale Darius N. Couch del IV Corpo d'armata) diretta verso il passo di Crampton. South Mountain è il nome dato alla continuazione dei monti Blue Ridge quando questi entrano nello Stato del Maryland; è un ostacolo naturale che separa la Valle dello Shenandoah e la Valle del Cumberland dalla zona orientale del Maryland. Attraversare i passi di South Mountain era l'unico modo per raggiungere l'Armata di Lee.
Lee, sapendo che McClellan non era propenso per azioni aggressive, ed avendo saputo, da simpatizzanti Confederati, che il suo piano era stato scoperto, si affrettò a riunire il suo esercito. Scelse di non abbandonare il piano di invasione e ritornare nuovamente in Virginia, in quanto Jackson non aveva ancora completato la conquista di Harpers Ferry. Invece decise di prendere posizione a Sharpsburg (Maryland). Nello stesso tempo, una parte dell'Armata della Virginia Settentrionale, era posizionata in difesa dei passi di South Mountain.

## Battaglie
Ci furono quattro battaglie significative combattute durante la campagna del Maryland.
Battaglia di Harpers Ferry (12 settembre – 15 settembre, 1862)
Sapendo che il presidio dislocato all'arsenale Federale a Harpers Ferry non si era ritirato nonostante la sua incursione nel Maryland, Lee decise di accerchiarlo per conquistarlo, soprattutto per eliminare una minaccia verso le sue linee di rifornimento. Divise il suo esercito in quattro colonne, tre delle quali, al comando di Jackson, si diressero verso Harpers Ferry per attaccarlo. Il 15 settembre l'artiglieria Confederata fu disposta sulle colline che sovrastavano la città, che non era stata fortificata nella maniera giusta dal comandante dell'Unione colonnello Dixon S. Miles. I Confederati bombardarono il presidio da tutti i lati e mentre la fanteria si preparava all'assalto finale, il colonnello Miles si arrese con più di 12 000 uomini. Miles fu colpito mortalmente da una delle ultime salve sparate. Jackson prese possesso di Harpers Ferry e quindi condusse la maggior parte dei suoi soldati a Sharpsburg per ricongiungersi con Lee, lasciando la divisione del maggior generale A.P. Hill a completare l'occupazione della città.
Battaglia di South Mountain (14 settembre)
Battaglie campali furono combattute per la conquista dei passi di South Mountain (Crampton, Turner, e Fox). Il maggior generale D.H. Hill difese i passi di Turner e Fox contro Burnside; più a sud, il maggior generale Lafayette McLaws difese il passo di Crampton contro Franklin. Franklin riuscì a passare il valico di Crampton, ma i Confederati furono in grado, anche se in maniera precaria, di tenere i passi di Turner e Fox. Lee si rese conto dell'inutilità della sua posizione contro le forze dell'Unione numericamente superiori, e ordinò alle sue truppe di tornare a Sharpsburg. McClellan si trovava teoricamente in una posizione di vantaggio, in grado di sconfiggere l'Armata di Lee prima che si fosse ricongiunta; ma McClellan, il 15 settembre, dopo la sua vittoria a South Mountain, limitò le sue manovre dando così l'opportunità all'esercito Confederato di conquistare il presidio di Harpers Ferry e consentendo a Lee di riunire il suo esercito sparso a Sharpsburg.

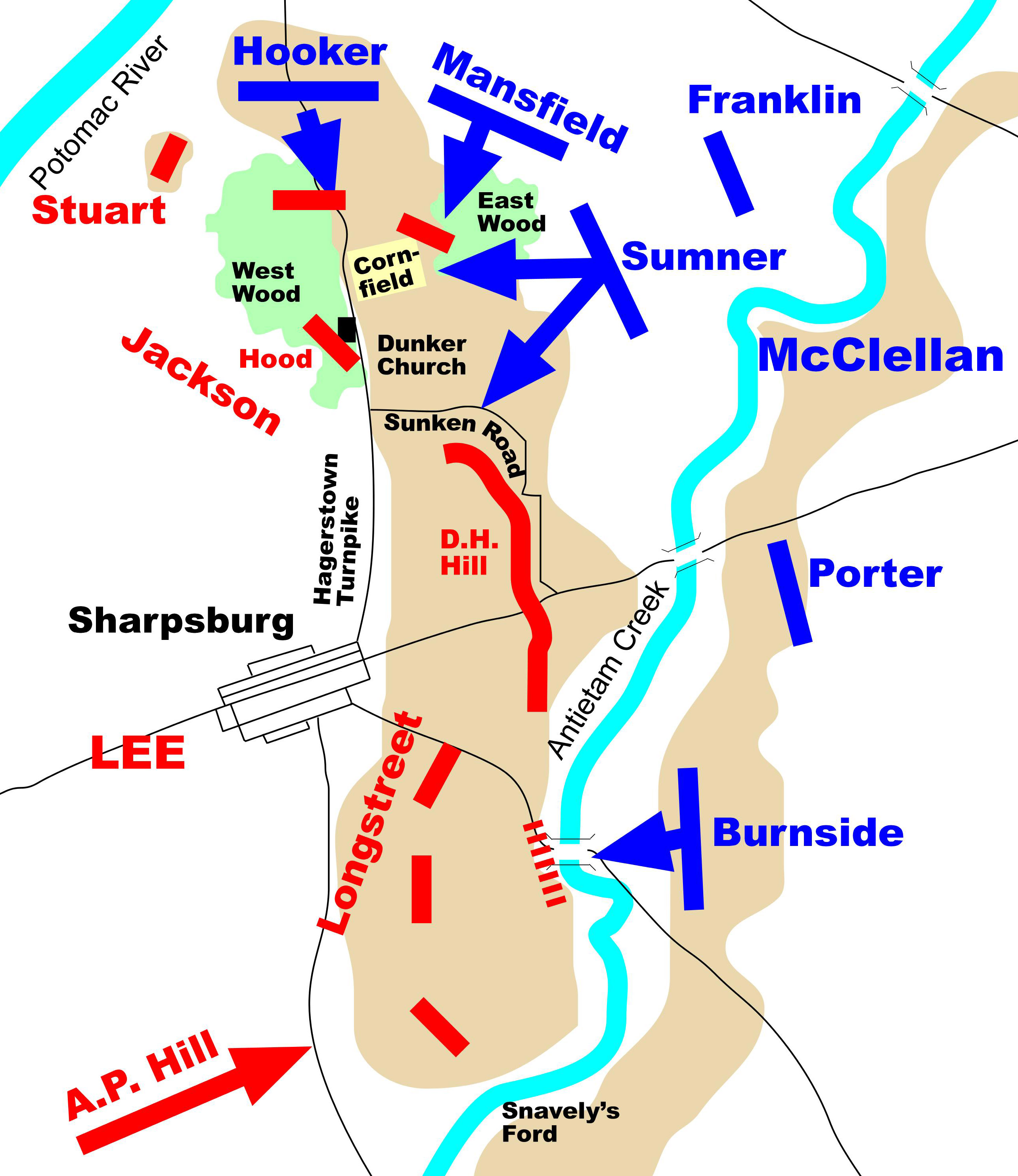
Schema della battaglia di Antietam.

Battaglia di Antietam (17 settembre)
Il 16 settembre McClellan affrontò Lee vicino a Sharpsburg, posizionandosi a ovest del torrente Antietam. All'alba del 17 settembre il I Corpo d'armata del maggior generale Joseph Hooker attaccò violentemente il fianco sinistro di Lee, che divenne ben presto la battaglia del sangue. Attacchi e contrattacchi si susseguirono lungo Miller Cornfield e i boschi vicino a Dunker Church fino a quando il XII Corpo d'armata del maggior generale Joseph K. Mansfield arrivò a dare rinforzo a Hooker. Gli assalti dell'Unione contro Sunken Road, condotti dal II Corpo d'armata del maggior generale Edwin V. Sumner riuscirono finalmente a perforare il centro Confederato, ma i Federali non seppero approfittare di questo vantaggio. Nel pomeriggio, il IX Corpo d'armata di Burnside attraversò un ponte di pietre sul torrente Antietam, attaccando il fianco destro Confederato. In un momento così cruciale arrivò, proveniente da Harpers Ferry, la divisione del maggior generale A.P. Hill, e contrattaccò respingendo gli uomini di Burnside e salvando l'esercito di Lee dalla distruzione. Anche se erano in numero notevolmente inferiore (il rapporto era di due a uno per i Federali), Lee impegnò la sua intera forza, mentre McClellan fece muovere solamente quattro dei sei Corpi d'armata a sua disposizione. Questo permise a Lee di spostare brigate lungo il campo di battaglia, replicando ad ogni assalto dell'esercito dell'Unione. Durante la notte entrambi gli eserciti consolidarono le proprie linee. Nonostante l'altissimo numero di perdite (per l'Unione 12 401 uomini, circa il 25% mentre per i Confederati 10 318 uomini, circa il 31%) le schermaglie tra i due eserciti continuarono anche il 18 settembre, mentre Lee trasportava i suoi feriti a sud del Potomac. McClellan non rinnovò l'offensiva. Al sopraggiungere dell'oscurità Lee ordinò alla quasi annientata Armata della Virginia Settentrionale di ritirarsi lungo il Potomac nella valle dello Shenandoah.
Battaglia di Shepherdstown (19 settembre – 20 settembre)
Il 19 settembre un distaccamento del V Corpo d'armata di Fitz John Porter attraversò il fiume a Boteler e attaccò la retroguardia Confederata comandata dal generale di brigata William N. Pendleton e conquistò quattro cannoni. Di primo mattino del 20 settembre Porter fece attraversare il Potomac all'equivalente di due divisioni, per stabilire una testa di ponte. La divisione di A.P. Hill contrattaccò mentre molti soldati dell'Unione stavano attraversando il fiume, annientando quasi il 118° Pennsylvania che subì 269 perdite. Questa azione di retroguardia scoraggiò ulteriori avanzate dei Federali.

## Risultati
L'invasione del Maryland si trattò di una campagna in cui Lee ne uscì solo parzialmente sconfitto.
Lee era riuscito infatti a spostare momentaneamente la guerra al Nord e aveva conquistato importanti depositi, rifornendo il suo esercito.
Inoltre aveva catturato un gran numero di prigionieri e aveva inflitto perdite superiori al nemico.
Ma al contempo il suo esercito venne fermato e battuto da McClellan ad Antietam, anche se Lee riuscì a tornare senza ulteriori perdite in Virginia.
Da punto di vista tattico si trattò di una parziale vittoria sudista.
Da punto di vista strategico, invece, si trattò di una vittoria nordista: le città del Nord non vennero seriamente minacciate e Lincoln sfruttò l'occasione per dichiarare l'emancipazione degli schiavi.
In futuro soldati neri combatteranno nei ranghi nordisti, accelerando la vittoria dell'Unione.
| Controllo di autorità | LCCN (EN) sh85081775 · J9U (EN, HE) 987007555602705171 |